# Lego Ninjago: Nindroids
Lego Ninjago: Nindroids est un jeu vidéo d'action développé par Hellbent Games et édité par TT Games Publishing, sorti en 2014 sur Nintendo 3DS et PlayStation Vita.

## Accueil
- Jeuxvideo.com : 10/20[1]